# Карл Гюмбель
Карл Гюмбель (нім. Karl Gümbel; 24 червня 1888, Фінстінген — 28 жовтня 1970, Гайдельберг) — німецький воєначальник, генерал-лейтенант вермахту (1 січня 1944). Кавалер Лицарського хреста Залізного хреста.

## Біографія
1 жовтня 1907 року вступив в Прусську армію. Учасник Першої світової війни. Після війни демобілізований. 31 березня 1920 року вступив у поліцію. 1 вересня 1935 року перейшов у вермахт. З 1 липня 1938 року — командир 118-го, з 5 лютого 1940 року — 556-го піхотного полку, з 8 грудня 1941 року — 295-ї, з 1 по 30 травня 1942 року — 257-ї піхотної, з 10 липня по 3 серпня 1942 року — 182-ї запасної, з 27 вересня 1942 по 5 лютого 1944 року — 348-ї піхотної дивізії, з 1 березня 1944 року — дивізії №152. 10 травня 1945 року взятий в полон. 8 липня 1947 року звільнений.

## Нагороди
- Залізний хрест 2-го і 1-го класу
- Почесний хрест ветерана війни з мечами
- Медаль «За вислугу років у Вермахті» 4-го, 3-го, 2-го і 1-го класу (25 років)
- Застібка до Залізного хреста 2-го і 1-го класу
- Лицарський хрест Залізного хреста (30 жовтня 1941)